# Вердельюш
Вердельюш (порт. Verdelhos) — район (фрегезия) в Португалии, входит в округ Каштелу-Бранку. Является составной частью муниципалитета Ковильян. По старому административному делению входил в провинцию Бейра-Байша. Входит в экономико-статистический субрегион Кова-да-Бейра, который входит в Центральный регион. Население составляет 875 человек на 2001 год. Занимает площадь 31,46 км².
Покровителем района считается Апостол Пётр (порт. S.Pedro).